# هانس أموندسين
هانس أموندسين (بالنرويجية البوكمول: Hans Amundsen)‏ هو كاتب سير وصحفي وسياسي نرويجي، ولد في 23 مارس 1885 في فستره آكر في النرويج، وتوفي في 5 مايو 1967. حزبياً، نشط في حزب العمال.